# Sopa hervida

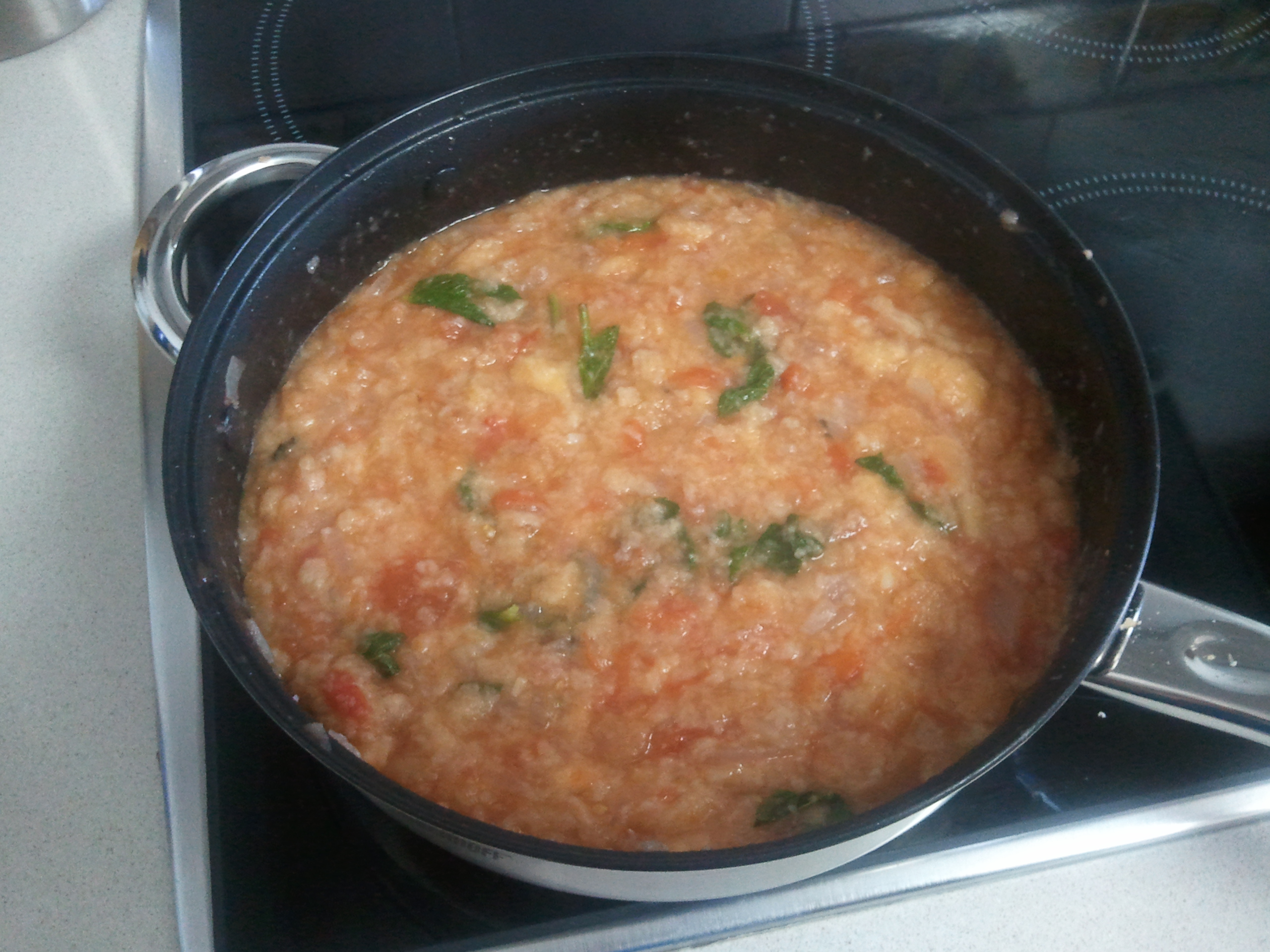
Sopa hervida de tomate con pan y hierbabuena

La sopa hervida (denominada también sopa hervía, y a veces sopa jervía) es un caldo elaborado con miga de pan típico de la cocina gaditana,  y malagueña (donde con alguna variante se le denomina lavapuertas). La denominación de esta sopa proviene de la operación de hervir el pan, en vez de trocearlo (o migarlo en crudo) y verter posteriormente el caldo encima, tal y como se hace en las sopas.

## Características
En la provincia de Cádiz suele emplearse un tipo de pan denominado cateto (es decir un pan duro). El hervor del pan con el caldo de pollo se realiza buscando una textura característica de la mezcla, evitando que quede demasiado pastoso. Suele ser la base para añadir otro tipo de ingredientes en forma de verduras picadas como puede ser el tomate, los espárrago verde, pimientos y ajos. Aunque puede encontrarse con torreznos, tacos de jamón, bacalao, migas de atún. A veces se incluye una cierta cantidad de aceite de oliva.